# Det ljusnar sakta
Det ljusnar sakta psalm med text skriven 1960 av Karl Laurids Aastrup och översatt 1973 av Britt G. Hallqvist. Musiken är skriven 1962 av Axel Madsen.

## Publicerad som
- Nr 182 i 1986 års psalmbok under rubriken "Morgon".